# 李仙姬
李仙姬（韓語：이선희，1964年12月14日（農曆：11月11日）—），女，韓國歌手。1991年曾當選首爾市議會議員。
2020年，担任《Sing Again - 無名歌手戰》评审团成员。
2021年，担任《Sing Again 2 - 無名歌手戰》评审团成员。

## 音樂作品

### 迷你專輯
- 2018年：《르 데르니에 아무르 (마지막 사랑)》（Le Dernier Amour（最後的愛））

### 正規專輯
- 1985年：1輯《아! 옛날이여》（啊！過去呀）
- 1985年：2輯《갈바람》（秋風）
- 1986年：3輯《알고 싶어요》（好想知道）
- 1988年：4輯《사랑이 지는 이자리》（愛情掉落的位子）
- 1989年：5輯《한바탕 웃음으로》（用一抹笑容）
- 1990年：6輯《추억의 책장을 넘기면》（打開回憶的書櫃）
- 1991年：7輯《그대가 나를 사랑하신다면》（如果你愛我的話）
- 1992年：8輯《조각배》（小舟）
- 1994年：9輯《한송이 국화》（一束菊花）
- 1996年：10輯《FIRST LOVE》
- 1998年：11輯《Dream of Ruby》
- 2001年：12輯《My Life + Best》
- 2005年：13輯《사춘기》（四春期）
- 2009年：14輯《사랑아...》（愛情啊...）
- 2014年：15輯《SERENDIPITY》
- 2020年：16輯part 1《안부》（安否）

### 原聲帶
- 1986年：MBC《소공녀 세라（小公主莎拉）》
- 1987年：MBC《푸른교실（藍色教室）》
- 1988年：KBS《달려라 하니（奔跑吧！哈妮）》
- 1989年：KBS《천방지축 하니（冒冒失失的哈妮）》
- 1992年：SBS《두려움 없는 사랑（無畏的愛）》
- 2000年：MBC《깁스 가족（繃帶家族）》
- 2002年：電影《몽중인（夢中人）》
- 2005年：電影《王的男人》〈姻緣〉
- 2009年：電影《불꽃처럼 나비처럼（像煙花一樣，像蝴蝶一樣）》〈像煙花一樣，像蝴蝶一樣〉
- 2010年：SBS《我的女友是九尾狐》〈狐狸雨〉
- 2010年：SBS《大物》〈別離開我〉
- 2016年：SBS《藍色海洋的傳說》〈風之花〉
- 2021年：MBC《衣袖紅鑲邊》〈放開你的手〉

## 綜藝節目
- 2009年：MBC《黃金漁場》
- 2009年：MBC《膝蓋道士》
- 2010年：SBS《金諪恩的巧克力》
- 2011年：MBC《來玩吧》
- 2014年：SBS《Healing Camp》
- 2014年：JTBC《隱藏歌手》
- 2016年：SBS《Fantastic Duo》
- 2018年：SBS《家師父一體》
- 2018年：SBS《我家的熊孩子》
- 2020年：JTBC《Sing Again - 無名歌手戰》
- 2021年：KBS 紀實節目《至少要停下一次》中秋特輯

## 獲獎
- 1984年：MBC 第5屆江邊歌謠祭大賞
- 1984年：KBS歌謠盛典新人賞
- 1984年：MBC 歌謠大祝祭（朝鲜语：가요대제전）最高人氣歌謠賞
- 1984年：MBC 歌謠大祝祭（朝鲜语：가요대제전）本賞
- 1984年：KBS歌謠盛典歌手賞
- 1986年：第1屆 金唱片獎本賞
- 1994年：KBS歌謠盛典本賞
- 1999年：第35屆百想藝術大賞人氣賞演劇部分
- 2001年：MBC 歌謠大祝祭（朝鲜语：가요대제전）本賞
- 2010年：第1屆韓國大眾文化藝術獎－總理表彰
- 2018年：2018 MMA 年度舞台獎 [6]

## 外部連結
- 歷年專輯MELON頁面 （页面存档备份，存于）